# Arnold von Hückeswagen
Arnold von Hückeswagen (lat. Arnoldus comes de Hokeneswage, * vor 1193; † nach 1240, vor 1260) war Graf von Hückeswagen.
Er ist erstmals in einer Urkunde des Kölner Erzbischofs Bruno II. im Jahr 1208 (vor dem 2. November) als anwesender Zeuge und amtierender Graf von Hückeswagen belegt.
Arnold von Hückeswagen war wahrscheinlich ein Sohn des Grafen Heinrich von Hückeswagen († 1205). Er ist aber nicht der erstgeborene Sohn des Heinrich von Hückeswagen, der hatte seinen Sohn Theodorich zu seinem Nachfolger bestimmt. Dieser Theodorich taucht nach 1202 nicht mehr in den Urkunden auf und war offenbar 1208 bereits verstorben. Arnold hatte zudem noch einen Bruder namens Albert, der Kanoniker am Kölner Gereonsstift war.
Arnolds Ehegattin hieß Adela (auch Adelheid), mit der zusammen er mit Urkunde aus dem Jahr 1209 eine Schenkung von Besitzungen in Honrath an das Kloster Gräfrath präzisierte. Mit Adela hatte er sechs Kinder, Franco, Heinrich, Eberhard, Adela, Aleidis und Agnes.
Zwischen 1210 und 1218 war Graf Arnold mit einem Streit beschäftigt, in dessen Verlauf er ein Gut in Oberkassel mit Waffengewalt besetzte. Hintergrund war ein Erbstreit, Arnold erhob Anspruch auf das Gut und hielt es trotz eines gegenteiligen Schiedsspruchs des Papstes besetzt.
Um 1228 fungierte Arnold als Bote und Vermittler zwischen dem englischen und dem böhmischen Königshof. Dadurch entstanden erste Kontakte nach Böhmen, dem späteren Sitz der Hückeswagener Grafen. 1230 trat er noch als Zeuge im Rheinland auf, ab 1234 dann in Böhmen und Mähren. Dort baute er unter anderem die Burgen Alt Titschein und Hochwald, entlang des Handelswegs von Mähren durch die Mährische Pforte und Teschen nach Krakau und Wieliczka. Der Landesausbau der Landschaft Lachei folgte weiter unter seinen Söhnen und den Bischöfen von Olmütz.
Zuletzt urkundlich belegt ist Arnold am 14. Juli 1240, als er zusammen mit seiner Gattin Adela und seinem Sohn Franco dem Kloster Steinfeld seine Besitzungen in Rhöndorf schenkte. Sein Todesdatum steht nicht fest; im Jahr 1260 gilt er als verstorben, da sein Sohn Franco am 6. Juli 1260 als Graf von Hückeswagen urkundlich auftritt. Sein Sohn Heinrich war 1260 Kanoniker am Kölner Gereonsstift.